# Сроковский, Константин Иосифович
Константин Иосифович Сроковский (до 1885 — после 1915) — российский архитектор, гражданский инженер, педагог. Работал в стиле модерн. Изучал строительство дорог. Окончил Петербургский институт гражданских инженеров. Примерно с 1899 года работал архитектором в Киеве. С 1901 по 1910 год работал в строительном отделе Киевского губернского правления, младшим инженером, гражданским инженером, в последний период младшим архитектором. С марта 1915 года был прикоммандирован к Управлению Строителя Гродненской крепости.

## Реализованные проекты
- Киевский учительский институт (1910—1911), а ныне жилой дом[3];
- Доходный дом Вересоцкого на ул. Столыпинской (теперь Олеся Гончара) № 65 (1911)[1];
- Реконструкция Покровской церкви[3] (расширение с пристройкой колокольни).

## Публикации
- Сроковский К. Дороги тележные обыкновенные, грунтовые, мостовые и шоссе : Для дорож. десятников, техников, инженеров и земств / К. И. Сроковский, гражд. инж. — 3-е изд., расшир. — Киев : тип. Р. К. Лубковского, 1913. — XX, 327 с. : ил.; 26.[4]
- Сроковский К. «Мосты». — Киев: книгоиздательство И. И. Самоненко, 1915. — 135 с.[5]